# Olli-Matti Multamäki
Olli-Matti Multamäki (ur. 18 kwietnia 1948 w Iitti, zm. 7 stycznia 2007 w Helsinkach), wojskowy fiński, generał, dowódca Armii Fińskiej.
Ukończył fińskie uczelnie wojskowe (Kadettikoulu, korpus kadetów w 1971 i Sotakorkeakoulu, uniwersytet obrony w 1985), a także National Defense University w USA. W latach 1988–1989 służył w misji wojskowej Narodów Zjednoczonych w Afganistanie i Pakistanie. W 2002 był szefem delegacji fińskiej przy United States Central Command w Tampa w ramach wojny z terroryzmem. W 2003 ponownie znalazł się w Afganistanie, w charakterze doradcy ds. wojskowych Lakhdara Brahimiego, szefa misji Narodów Zjednoczonych. W 2004 pracował jako zastępca szefa delegacji wojskowej Finlandii przy NATO i Unii Europejskiej.
W latach 1997–2000 dowodził brygadą Pori (Porin Prikaati). 1 sierpnia 2004 został mianowany dowódcą Armii Fińskiej. Krótko przed zakończeniem służby w grudniu 2006 awansowany na generała porucznika (odpowiednik polskiego generała dywizji), 1 stycznia 2007 został zastąpiony na czele armii przez generała Ilkkę Asparę. Kilka dni później zmarł po krótkiej chorobie.